# Полутьево
Полутьево — деревня в Талдомском районе Московской области России. Самый северный населённый пункт Московской области. Входит в состав сельского поселения Квашёнковское. Население — 16 чел. (2010).

## География
Расположена на севере Московской области, в северной части Талдомского района, примерно в 25,5 км к северо-востоку от центра города Талдома, в 1,5 км к востоку от озера Кузнецовского, у границы с Тверской областью. Связана автобусным сообщением с районным центром. Ближайшие населённые пункты — деревни Глебово и Кузнецово.

## Население
| 1859 | 1888 | 1926 | 2002 | 2006 | 2010 |
| ---- | ---- | ---- | ---- | ---- | ---- |
| 251  | ↗310 | ↗312 | ↘9   | ↘6   | ↗16  |

## История
В «Списке населённых мест» 1862 года Полутьево — владельческая деревня 2-го стана Калязинского уезда Тверской губернии между Дмитровским и Углицко-Московским трактами, в 32 верстах от уездного города, при колодце, с 33 дворами и 251 жителем (114 мужчин, 137 женщин).
По данным 1888 года входила в состав Озерской волости Калязинского уезда, проживала 51 семья общим числом 310 человек (144 мужчины, 166 женщины).
Постановлением президиума ВЦИК от 15 августа 1921 года Озерская волость была включена в состав Ленинского уезда Московской губернии.
По материалам Всесоюзной переписи населения 1926 года — деревня Глебовского сельского совета Озерской волости Ленинского уезда, проживало 312 жителей (146 мужчин, 166 женщин), насчитывалось 72 хозяйства, среди которых 62 крестьянских.
С 1929 года — населённый пункт в составе Ленинского района Кимрского округа Московской области.
Постановлением ЦИК и СНК от 23 июля 1930 года округа́ как административно-территориальные единицы были ликвидированы. Постановлением Президиума ВЦИК от 27 декабря 1930 года городу Ленинску было возвращено историческое наименование Талдом, а район был переименован в Талдомский.
В 1954 году Глебовский сельсовет был упразднён, его территория передана Озерскому сельсовету.
1963—1965 гг. — Полутьево в составе Дмитровского укрупнённого сельского района.
В 1973 году административный центр Озерского сельсовета был перенесён в деревню Кошелёво, а сельсовет переименован в Кошелёвский.
В 1994 году Московской областной думой было утверждено положение о местном самоуправлении в Московской области, сельские советы как административно-территориальные единицы были преобразованы в сельские округа.
1994—2004 гг. — деревня Кошелёвского сельского округа Талдомского района.
Постановлением Губернатора Московской области от 3 июня 2004 года № 106-ПГ Кошелёвский сельский округ был объединён с Ермолинским и Николо-Кропоткинским сельскими округами в единый Ермолинский сельский округ.
2004—2006 гг. — деревня Ермолинского сельского округа Талдомского района.
2006—2009 гг. — деревня сельского поселения Ермолинское.
В 2009 году деревня Полутьево вошла в состав сельского поселения Квашёнковское Талдомского муниципального района Московской области, образованного путём выделения из состава сельского поселения Ермолинское.